# 陈翔公路
陈翔公路是位於中國上海市嘉定區南翔鎮一條東西方向道路，其中道路中的一段路被稱為陈翔路。上海軌道交通11號線陳翔公路站就以該道路命名。陈翔公路中的陳指的是宝山區的陈家行，翔指的是南翔镇。
道路於1975年修建，當時是南陈路的一部分。1993年，南陈路的一部分連同靜唐路都更名為陈翔公路。